# Estigmene mombasana
Estigmene mombasana är en fjärilsart som beskrevs av Rothschild 1910. Estigmene mombasana ingår i släktet Estigmene och familjen björnspinnare. Inga underarter finns listade i Catalogue of Life.